# Timandra comptaria
Timandra comptaria är en fjärilsart som beskrevs av Walker 1862. Timandra comptaria ingår i släktet Timandra och familjen mätare. Inga underarter finns listade i Catalogue of Life.